# Arcoscalpellum micrum
Arcoscalpellum micrum är en kräftdjursart som först beskrevs av Henry Augustus Pilsbry 1907.  Arcoscalpellum micrum ingår i släktet Arcoscalpellum och familjen Scalpellidae. Inga underarter finns listade i Catalogue of Life.